# Jézus csodáinak listája
Jézus csodatételeit a Bibliában Máté, Márk, Lukács és János evangélisták írják le. A csodák egy része gyógyítással, másik része természetfeletti jelenségekkel kapcsolatos. Jézus tanítása és beszédei alapján úgy véli, mindenki képes lenne ezekre a csodákra, de a legtöbb ember kishitű, ezért nem képesek azokra, amiket ő véghez vitt. Példa erre az, amikor Jézus vízen járva közelít az apostolok csónakja felé, látva ezt Péter, a tanítványa, megpróbál Jézus elé menni – a vízen –, és egy pillanatra sikerül neki is.
A gyógyításait sokszor egy mondattal végezte úgy, hogy nem is látta a beteget, hanem aki kérte tőle annak mondta, hogy „Menj, már meggyógyult!”, vagy „Menj, legyen úgy, ahogy hitted!”. Sok esetben leírják az evangélisták, hogy szigorúan megtiltotta, hogy terjesszék gyógyulásuk hírét (Mt 12,16). Azonban legtöbb esetben kitudódtak a csodálatos gyógyulások, és Jézust mindenfelé kíváncsiak, hívők és gyógyulni vágyók tömege kísérte. A keresztény hívők a csodákra úgy tekintenek, mint Isten kinyilatkoztatására és dicsőségére. Más vallások követői, illetve a nem hívő emberek véleménye szerint viszont a keresztények által csodának tekintett események vagy meg sem történtek, vagy természetes magyarázatuk van.

## Csodái

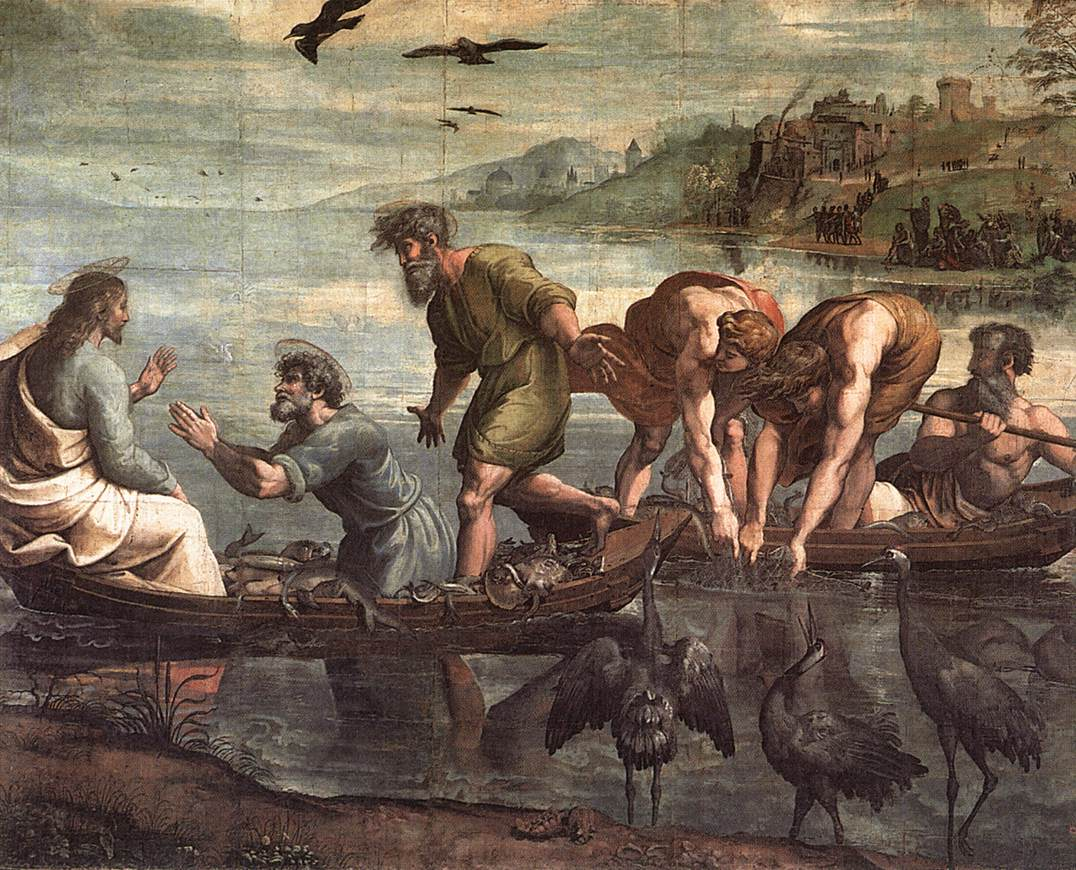
Raffaello Sanzio: A csodálatos halfogás, 1515

- A víz borrá változtatása a kánai menyegzőn (Jn 2,1-11). János szerint ezzel kezdte meg Jézus csodajeleit. A kánai menyegző megszentelt bora a megszentelt emberi szeretet, az utolsó vacsora bora pedig a megszentelt isteni szeretetet jelképezi.[4]
- A csodálatos halfogás (Lk 5,1-11). Simon: „Mester, egész éjszaka fáradoztunk, s nem fogtunk semmit, de a te szavadra, kivetem a hálót”. Péter ekkor határozza el, hogy végleg csatlakozik Jézushoz. Példázat a kishitűség legyőzésére.
- A második csodálatos halfogás (Jn 21,1-14). Ez már Jézus feltámadása után történik. Simon Péter és más tanítványok egész éjszaka nem fogtak semmit, de Jézus szavára ismét kivetik a hálót, bár ekkor még nem ismerik fel. A csoda láttán elsőként János („az a tanítvány, akit Jézus kedvelt”) ismeri fel. „Ez volt a harmadik eset, hogy a halálból való feltámadása után Jézus megjelent nekik.” (János 21,14) Példázat a hitehagyás legyőzésére.
- A vihar lecsendesítése (Mt 8,23-27), (Mk 4,35-41), (Lk 8,22-25). Jézus a bárkában elalszik, vihar tör ki, és a vihartól megrettenő tanítványok felkeltik Jézust. Ő felkel és lecsendesíti a vihart. „Vajon ki lehet ez, hogy még a szeleknek és a víznek is parancsol, s azok engedelmeskednek neki?” (Lukács). Az elementáris világ feletti uralom szimbolikus magyarázata, hogy aki kér Jézustól az kaphat olyat is amit nem is gondolhatna, és előzetes utalás Jézus halálára és feltámadására,[5] vagy Jézus Második Eljövetelére. A bajok elhárításának csodája.
- Kenyérszaporítás (Mt 14,13-21), (Mk 6,30-44), (Lk 9,10-17), (Jn 6,1-14). Az egyik csoda, az ötezer ember megvendégelése, melyet - egybehangzóan -, mind a négy evangélista megemlít. A világi dolgok aggodalma elleni csoda.
- Második kenyérszaporítás (Mt 15,32-39), (Mk 8,1-10). Hét kenyérből és egy kevés halból négyezren laktak jól.

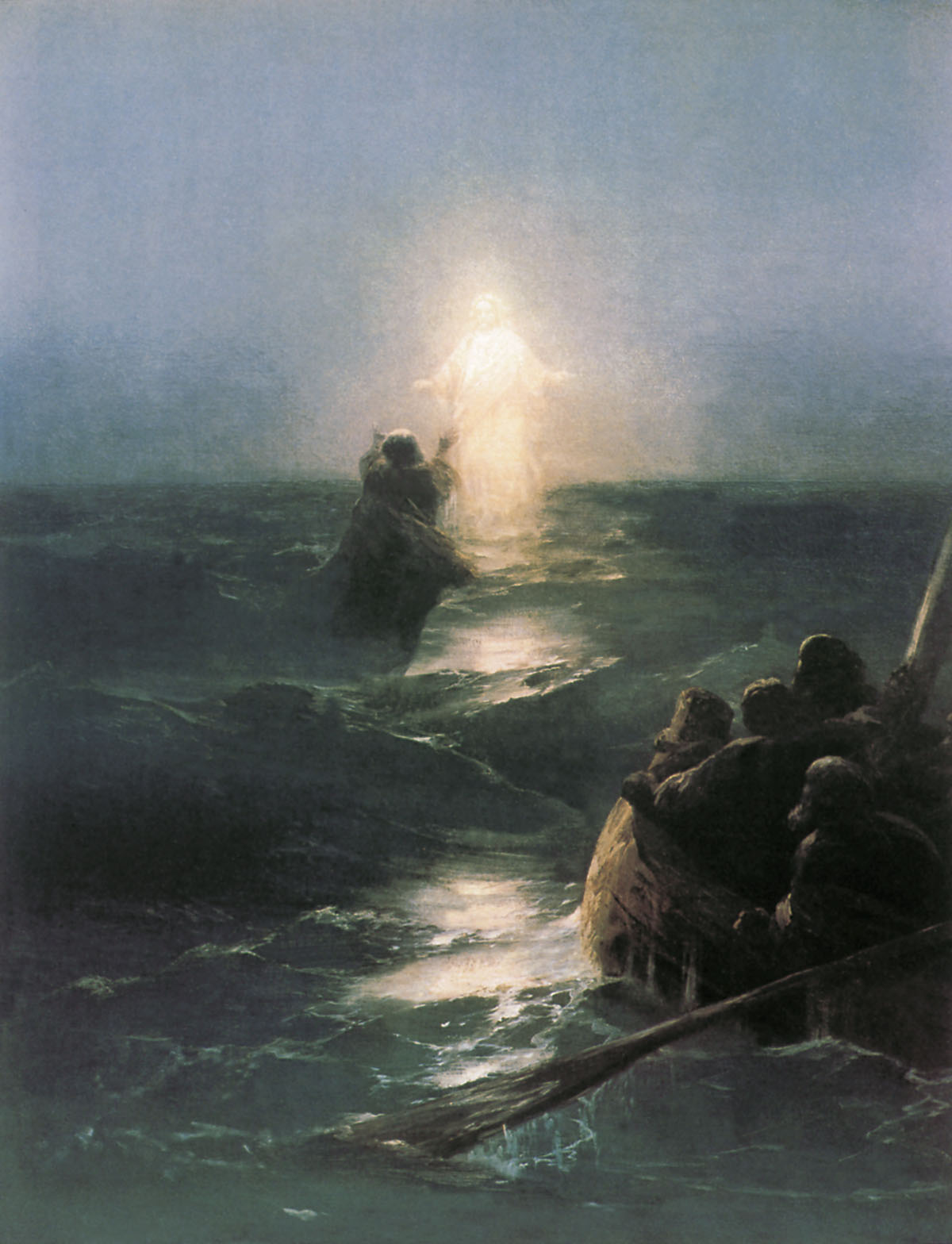
Vízen járás. Ivan Konsztantyinovics Ajvazovszkij festménye, 1888

- Vízen jár (Mt 14,22-33), (Mk 6,45-52), (Jn 6,15-21). Péter: „Uram, ha te vagy, parancsold meg, hogy odamenjek a vízen” (Máté). Az akarat, és hit csodája.
- Jézus színeváltozása (Mt 17,1-13), (Mk 9,2-13), (Lk 9,28-36). „Ott elváltozott előttük: arca ragyogott, mint a Nap, ruhája meg olyan fehér lett, hogy vakított, mint a fény.” (Máté).; „...Mózes és Illés megdicsőülten jelentek meg, és a haláláról beszélgettek, amelyet Jeruzsálemben kell elszenvednie.” (Lukács). Betekintés az üdvtörténet egy részébe.
- Hal szájában talált érme (Mt 17,24-27). A csoda beteljesüléséről nincs szó. Adófizetési kötelezettségről kérdezik Pétert: „Mesteretek miért nem fizet adót?” Jézus utasítja Pétert, hogy vessen horgot, és az első hal szájában talál egy sztátért, amit vegyen ki és adja oda nekik értük.
- A fügefa megátkozása (Mt 21,18-22), (Mk 11,12-14; 11,20-25). Tanítványok: „Hogyan száradhatott ki így egyszerre a fügefa?” Jézus: „Bármit kértek hittel az imádságban, megkapjátok.” (Máté). Továbbá annak a jele, hogy a templomon Isten átkának kell beteljesülnie, mert nem hozta meg a kívánt gyümölcsöt.[6]
- Jézus halála pillanatában a nap elsötétedik és a templom függönye középen kettéhasad (Mt 27.51), (Mk 15.33-39), (Lk 23,44-47). Isteni jel arra, hogy az Atya megvédi Fiát, és megfenyíti azokat, akik nem fogadják el.
- Feltámadása (Mt 28,1-7), (Mk 16,1-8), (Lk 24,1-12), (Jn 20,1-9). „...sok elhunyt szentnek feltámadott a teste. Feltámadása után előjöttek a sírokból, bementek a szent városba, és többeknek megjelentek”. (Máté). Többek közt az örök élet ígéretének csodája.[7]
- Jézus megjelenik Mária Magdolnának és a tanítványoknak feltámadása után (Mt 28,8-10 és 17-20), (Mk 16.9-18), (Lk 24,10 és 15-32; 36-50), (Jn 20,11 és 21). Jézus: „A szellemnek nincs húsuk és csontjuk, de mint látjátok nekem van” (Lukács); Tamás: „Hacsak nem látom kezén a szegek nyomát, ha nem helyezem ujjamat a szegek helyére, és oldalába nem teszem a kezem, nem hiszem”. (János).
- Jézus mennybemenetele (Mk 16,19), (Lk 24,50-53). Áldás közben megvált az apostoloktól és felemelkedett az égbe.
- Jézus és a szamáriai asszony (Jn 4,5-29). Jézus elfáradt és leült Jákob kútjánál. Egy szamáriai asszonytól inni kér. Ő elcsodálkozik, mert a zsidók nem szoktak érintkezni szamáriakkal. Beszélgetni kezdenek és Jézus megkéri hívja ide az asszony a férjét. „Nincs férjem”, mondta a nő, és Jézus válaszol: „Jól mondtad, hogy nincs férjed, mert volt ugyan öt férjed, de akid most van, az nem férjed. Így igazat mondtál.” Jézus belelát a lelkekbe és mást is megjósol az asszonynak: „Hidd el nekem, asszony, elérkezik az óra, amikor sem ezen a hegyen, sem Jeruzsálemben nem fogják imádni az Atyát.” Ezután Jézus elmagyarázza milyen imádókat szeret az Atya.

## Gyógyításai

### Ördögűzés
- Ördögűzés Kafarnaumban (Mk 1,21-28), (Lk 4,31-37). A gyógyítás a zsinagógában történik, ahol hangosan kiabált a megszállott: tudom ki vagy, az Isten Szentje. Jézus csendet parancsolt, mire kiment a megszállottból a démon.
- Jézus nevében ördögöt űzni, és csodákat tenni (Mt 7,22), (Mk 9,38-40; 16,17), (Lk 9,49-50; 10,17), (Jn 1,12-13; 2,23; 3,18; 14,13-14; 17,11-12).
- Mária Magdolnából hét ördögöt űz ki (Mk 16,9), (Lk 8,2). Majd később, Jézus a feltámadása reggelén neki jelenik meg először.
- A gadarai ördöngösök (Mt 8,28-34,) (Mk 5,1-20), (Lk 8,26-39). Gadara lakói pogányok voltak, és két ördöngös, egyikük az aki Isten fiának nevezte Jézust. Jézus a közeli sertéskondába küldi az ördögöket, mire a konda megvadul és nekirohan a tónak, és odavész. Ez jóslat is arra, hogy a tisztátalan pogányok ismerik majd először el őt Isten Fiának.
- A néma ördöngös (Mt 9,32-35). Mihelyt kiűzi belőle az ördögöt, a néma megszólalt. A nép azt mondja, ilyet még nem látott Izrael, de a farizeusoknak ez a csodatétel adott okot arra, hogy megrágalmazzák: Az ördögök fejedelmének segítségével teszi.
- A vak és a néma ördöngös (Mt 12,22-32), (Mk 3,20-30), (Lk 11,14-23; 12,10). Miután a gyógyítás megtörtént, a nép ámul: Csak nem ő a Dávid fia? Erre a farizeusok válaszában újra megvádolják, hogy az ördögök fejedelmének segítségével teszi. Jézus avval utasítja vissza, ha úgy lenne, akkor a sátán saját maga ellen tenne, meghasonlott önmagával, és Jézus azt ígéri mindenki számot ad majd  minden felesleges szóért, és nem lehet megbocsátani a Szentlélek elleni káromlást sem ezen, sem a túlvilágon.
- Egy asszony gyógyítása szombaton, akit 18 éve megkötözve tartott a sátán (Lk 13,10-17). Jézus szembekerül a zsinagóga vezetőjével, mert az megfeddi, amiért szombaton gyógyított. Jézus képmutatást vet a szemére, és megkérdi: Vajon nem oldjátok-e el mindnyájan a szombaton is az ökrötöket vagy szamaratokat a jászoltól, hogy megitassátok?
- Holdkóros, ördögtől megszállott fiú meggyógyítása (Mt 17,14-21), (Mk 9,14-29), (Lk 9,37-43). Jézus a gyógyítás előtt felkiált: Hitetlen és romlott nemzedék! Meddig kell még veletek maradnom (..). Tanítványai megkérdezik, ők miért nem tudták kiűzni? A gyógyítás után megmagyarázta tanítványainak, hogy ha akárcsak annyi hit lenne bennük, mint egy mustármag, akkor hegyeket tudnának mozdítani, másképp ezt a betegséget csak imával és böjttel lehet kiűzni.
- Ördögöket űz Galileában (Mk 1,39). Tanítványai hívják Jézust, mert a gyógyítások hatására mindenki őt keresi. Jézus viszont imádkozik és Galilea más településeire megy, ahol tovább tanít, hirdeti az evangéliumot és ördögöket űz ki emberekből.

### Leprások
- Leprás gyógyítása (Mt 8,1-4), (Mk 1,40-45), (Lk 5,12-16). A leprás a gyógyítás alatt azonnal meggyógyult. Jézus megkérte, hogy Mózes által előírt áldozatot mutasson be bizonyságul a papoknak. Arra is megkérte, csak a papoknak mondja el tisztulását, de nem így lett, elterjedt a hír és Jézust többen követték.

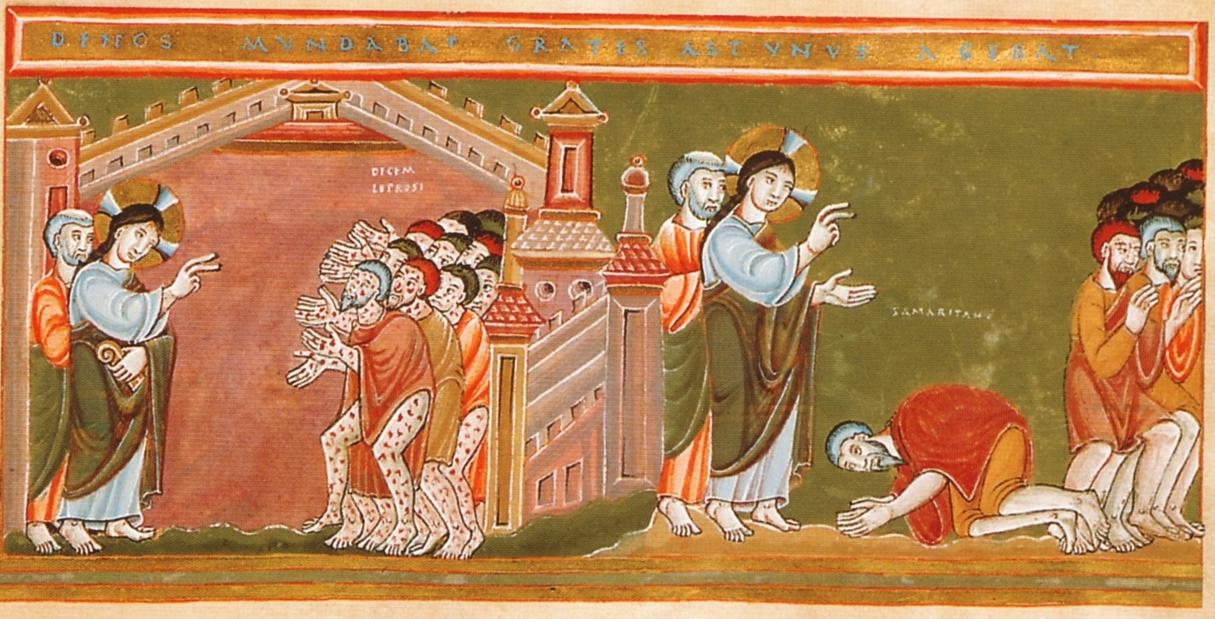
Tíz leprás meggyógyítása a Codex Aureus Epternacensisből

- Tíz leprás meggyógyítása (Lk 17,11-19). Jézus elküldi a tíz leprást a papokhoz, hogy mutassák meg magukat. Útközben megtisztultak, és csak egy szamáriai - azaz idegen -, ment vissza közülük Jézushoz dicsőíteni Istent, amin Jézus elcsodálkozik.

### Bénák
- Béna meggyógyítása (Mt 9,1-8), (Mk 2,1-12), (Lk 5,17-26). Egy ház tetejét kibontva eresztik Jézus elé a gyógyulni vágyót. Jézus azt mondta: „Bízzál fiam, bocsánatot nyernek bűneid”. A jelenlévő írástudók azt mondják, „ez káromkodik”. Jézus válaszában közli, az Emberfiának van hatalma a földön a bűnök megbocsátására, és rászól a betegre: „Kelj föl, fogd az ágyadat, és menj haza!” Az felkelt és hazament.
- Egy béna meggyógyítása a Bethesda-fürdőnél szombaton (Jn 5,1-18). A 38 éve beteg, bénult ember nem tudott elsőként a vízhez menni, amikor az Úr angyala felkavarja a vizet és aki elsőként fürdik, mind meggyógyult. Jézus felszólítására viszont feláll, és elviszi hordágyát is. A szombaton történő gyógyítás kiderül, Jézus saját Atyjának nevezi Istent, ezért a zsidók még inkább az életére törtek, mert nemcsak szombaton gyógyít, hanem egyenlőséget tett maga és Isten közt.
- Béna kezű ember gyógyítása szombaton (Mt 12,9-13), (Mk 3,1-6), (Lk 6,6-11). A templomban, a farizeusok figyelő szemei előtt gyógyít Jézus, de előtte kérdőre vonja őket, szabad-e szombaton gyógyítani? A farizeusok nem válaszolnak. Mindezek előtt a szombati kalászszedés példabeszédben válaszol: a szombat van az emberért, nem az ember a szombatért, és az Emberfia ura a szombatnak is.

### Halottak
- Naimi ifjú feltámasztása (Lk 7,11-17). Halottat hoztak ki a város kapuján, amikor Jézus Naim városához érkezett. Jézus megérintette, és szólt az ifjúhoz. Az felült és beszélni kezdett. A sirató népet elfogta a félelem és azt mondták: „Nagy prófétánk támadt" és „meglátogatta népét az Isten” és a hír elterjedt.
- Jairus leányának feltámasztása (Mt 9,18-26), (Mk 5,21-43), (Lk 8,40-56). Jairus a zsinagóga vezetője Jézus lába elé borul, segítsen lányán aki haldoklik. Jézus biztatja, de közben időt vesztenek, - mert a vérfolyós asszony megérinti -, és hírt kapnak a leány meghalt. A szobába érve kijelenti, nem halt meg csak alszik. Kinevették. De ő megfogta a lány kezét és hangosan felszólította: Leány kelj fel! Ezután visszatért lélegzete és rögtön felkelt. A szülőknek pedig megparancsolta, ne szóljanak senkinek.

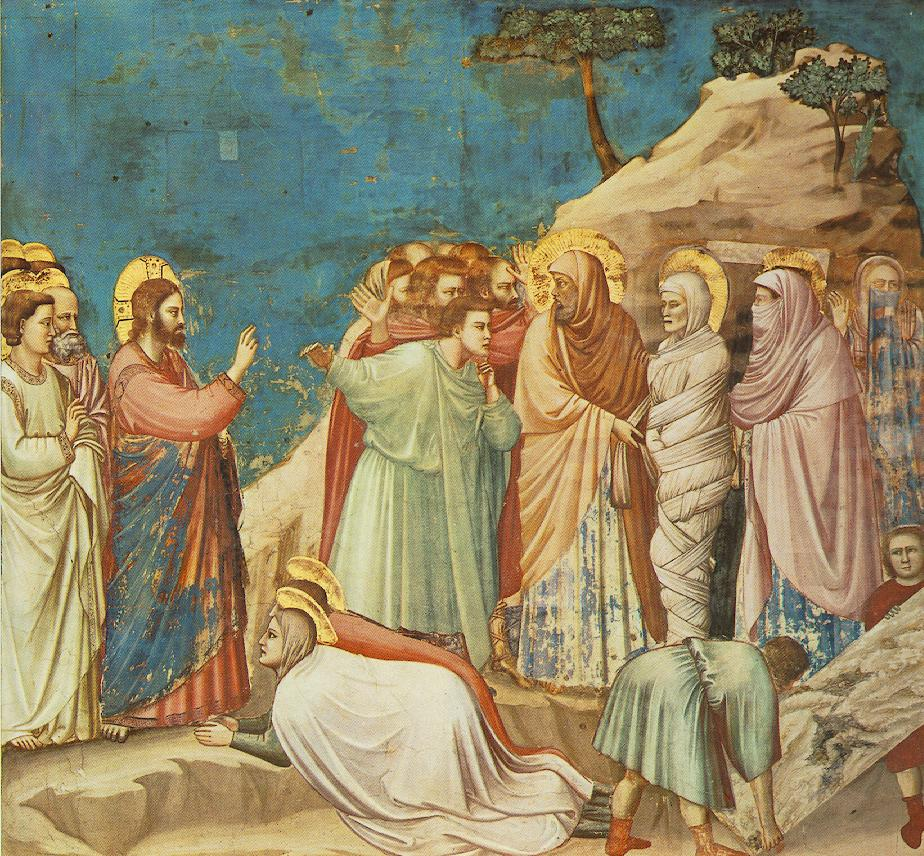
Giotto di Bondone: Lázár feltámasztása

- Lázár feltámasztása (Jn 11,1-44). Jézust figyelmeztették tanítványai, ne menjen vissza Júdeába, hiszen most akarták megkövezni a zsidók. Mire odaértek Lázár már négy napja halott volt. Jézus nyugtatta Lázár testvérét Mártát: „Feltámad testvéred.” Márta ezt az utolsó időkre értette. Jézus így válaszolt mielőtt imádkozott Istenhez, és a sírkő elhengerítésre szólított fel: „Én vagyok a feltámadás és az élet. Aki hisz bennem, még ha meghal is, élni fog. Az aki úgy él, hogy hisz bennem, nem hal meg örökre.(...)” Az ima után hangosan beszólt: „Lázár jöjj ki!” És a halott bepólyázva kijött. Sok vigasztalásra összegyűlt zsidó látta, és hittek benne. De némelyek elmentek a farizeusokhoz hírt vinni. Erre mondta Kaifás, a főpap: „...jobb ha egy ember hal meg a népért, mintsem az egész nép elpusztuljon”. Ettől a csodatételtől kezdve döntötték el, hogy megölik.

### Vakok
- Két vak (Mt 9,27-30) kérleli: „Dávid fia könyörülj rajtunk!” Jézus megkérdezi hiszik-e hogy meg tudja tenni. Ők igennel válaszoltak, mire Jézus megérintette szemüket és rögtön megnyílt a szemük. Rájuk parancsolt: „Vigyázzatok, ne tudja meg senki!” De ők az egész környéken elhíresztelték.
- Betszaidai vak gyógyítása (Mk 8,22-26). Vakot hoztak eléje, hogy érintse meg. Megfogta a vak kezét és kivezette a faluból. Itt nyállal megkente a szemét, rátette a kezét, s megkérdezte tőle: „Látsz valamit?" Embereket látok, olyan, mintha a fák járkálnának.” Ezután ismét a szemére tette a kezét, erre tisztán kezdett látni, és úgy meggyógyult, hogy élesen látott. Jézus megkérte a faluba ne menjen be.
- Két vak meggyógyítása (Mt 20,29-34). A történet megegyezik Márk jerikói vak történetével, Máté két vakot ír le.
- Jerikói vak (Mk 10,46-52), (Lk 18,35-43). A vak így szólongatta Jézust: „Dávid fia, Jézus könyörülj rajtam.” A zsidó hagyomány szerint Dávid fiának lehet szólítani a vér szerinti leszármazottakat, akikből királyok lehettek, vagy a Megváltót, a Messiást, akit ugyancsak Dávid leszármazottjaként vártak.[8] Jézus így válaszolt: „Láss! Hited megmentett.”
- A vakon született meggyógyítása szombaton (Jn 9). „Mester ki vétkezett ez vagy a szülei, hogy vakon született?" kérdezték tanítványai. „Sem ez nem vétkezett, sem a szülei, hanem az Isten tetteinek kell rajta nyilvánvalóvá válniuk” - felelte Jézus. Míg tovább beszélt a földre köpött, nyálával sarat csinált, és a sarat a vak szemére kente. Majd elküldte hogy a Siloe tavában mosakodjon meg. Az elment, megmosdott és látott. A meggyógyultat a farizeusok részletesen kikérdezték később, végül avval dobták ki: „Te akarsz minket tanítani, aki mindenestül bűnben születtél?”

### Gyógyítás kérésre
- A kafarnaumi százados szolgájának gyógyítása (Mt 8,5-13), (Lk 7,1-10). A százados kéri, hogy a rettenetes kínokat kiálló szolgáját gyógyítsa meg, aki otthonában van. Jézus menni akar, de a százados visszatartja: „Uram, nem vagyok méltó, hogy hajlékomba jöjj, hanem csak egy szóval mondd, és meggyógyul az én szolgám!” Jézus azt mondja kísérőinek: „...Izraelben nem láttam ekkora hitet.” Majd a századoshoz fordulva: „Menj, legyen úgy, ahogy hitted!” A szolga még abban az órában meggyógyult. (A katolikus egyházak imáiban megtalálhatók ma is a százados szavai.)
- A királyi tisztviselő fiának meggyógyítása (Jn 4,46-54). János megemlíti, ez volt Jézus második csodajele, amikor Júdeából Galileába tartott. A tisztviselő kérlelte, hogy menjen meggyógyítani fiát, de Jézus nem ment el. „Hacsak jeleket, csodákat nem láttok, nem hisztek.” „Menj csak, él a fiad.” És megtudták, abban az órában gyógyult meg a fia, amikor ezt mondta.
- A kánaáni asszony lányának gyógyulása (Mt 15,21-28), (Mk 7,24-30). Egy ördögtől megszállott leányhoz hívja anyja, de Jézus elhárítja, mivel pogányok. Az asszony erre szerényen válaszol: „Uram, de azért a kiskutyák is esznek az asztal alatt abból, amit a gyerekek elmorzsálnak.” „Ezekért a szavakért menj, az ördög elhagyta leányodat.” Felelte Jézus. (Márk szírföníciai asszonyt ír.)

### További gyógyítások

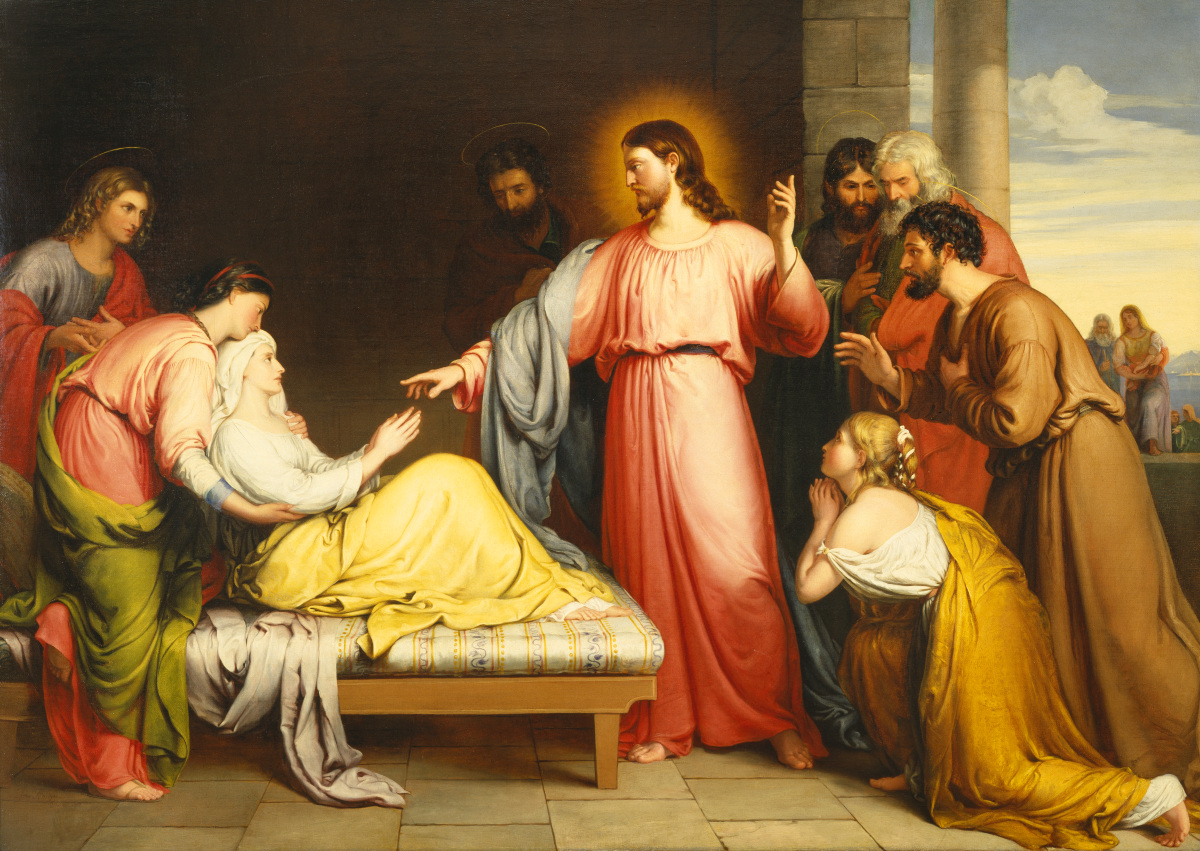
John Bridges: Péter anyósának gyógyítása

- Péter anyósának gyógyítása (Mt 8,14-15), (Mk 1,29-31), (Lk 4,38-39). Tanítványa anyósának megérintette kezét és elmúlt a láza. Fölkelt és szolgált neki.
- A vérfolyós asszony,  aki megérintette a ruháját (Mt 9,20-22), (Mk 5,24-34), (Lk 8,43-48). Ez a gyógyulás Jézus tudtán kívül zajlott le. Jézus ruháját megérinti hátulról, és Jézus érzi, hogy erő ment ki belőle. Az ószövetségi törvény értelmében az asszony tisztátalan volt. Később, a keresztények erre a példára hivatkozva gyűjtik Jézus ereklyéit.
- Süketnéma gyógyítása: nyílj meg! (Mk 7,31-37). Dekapolisz határában eléje hoztak egy dadogó, süket gyermeket, kérve, tegye rá kezét. Jézus elvitte a tömegtől, fülébe dugta az ujját, majd megnyálazott ujjával megérintette a nyelvét. Közben fohászkodott és így szólt: „Effata, azaz nyílj meg.” (Ez az arámi kifejezés bekerült a katolikus egyház keresztelési szokásai közé; ahogy a süket néma nyelve és füle megnyílt, úgy a csecsemő lelke is nyíljon meg Isten igéje előtt.)
- A főpap szolgája levágott fülének visszaragasztása (Lk 22,49-51). Jézus elfogatása közben az egyik tanítvány (név szerint Péter - Jn 18,10) meg szerette volna védeni Jézust és kardot rántott az egyik szolga (név szerint Malkusz - Jn 18,10) ellen. A keresztények ebben a példát látják az ellenség szeretetére.

Jézus utolsó gyógyítása:
- Vízkóros meggyógyítása szombaton (Lk 14,1-6). Jézust egy vezető farizeushoz hívták étkezni. Előtte állt egy vízkóros ember. „Szabad szombaton gyógyítani, vagy nem szabad?” Nem válaszoltak, erre meggyógyította, és így szólt: „Ha valamelyikteknek fia vagy ökre kútba esik, nem húzza-e ki rögtön, akár szombaton is?” Nem tudtak mit felelni.

### Tömegek
- Őt követő emberek meggyógyítása (Mt 12,15-21), (Mk 3,7-12), (Lk 6,17-19)
- Mind, aki ruhája szegélyét érintette, meggyógyult (Mt 14,34-36), (Mk 6,53-56)
- Nagy tömeg kísérte, akiket meggyógyított Júdeában (Mt 19,1-2)
- Nagy tömeg előtt gyógyít vakokat, bénákat, sántákat, némákat, és más betegeket (Mt 15,29-31)
- Vakok és sánták gyógyítása a templomban (Mt 21,14). A gyerekek a gyógyítás után kiabálják a templomban: „Hozsanna Dávid fiának!” A papok kérdőre vonják Jézust hallotta-e. „Hallottam. Nem olvastátok sosem: gyerekek és csecsemők ajkaival hirdetem dicsőségedet?” Jézus itt nem annyira magára, hanem Istenre utal - idézete a Zsoltárok 8.3-ból való -, hogy Ő az, aki a csodákat véghez viszi általa.
- Néhány beteg meggyógyítása kézrátétellel, szombaton (Mk 6,1-6)
- Sok embert megszabadított betegségétől, szenvedésétől és a gonosz lelkektől, és sok vaknak visszaadta a szeme világát (Lk 7,21)
- Jézus felsorolja néhány (többek között gyógyító) tevékenységét (Mt 11,4-5), (Lk 7,22)
- Kafarnaum betegeinek és ördöngöseinek meggyógyítása (Mt 8,16), (Mk 1,32-34), (Lk 4,40-41)

## Jézushoz köthető csodák halála után
- Az evangélium leírja, hogy a keresztfán bekövetkezett halála pillanatában a nap elsötétült, a templom függönye felülről lefelé kettéhasadt.
- Már meghalt embereket láttak Jeruzsálemben.
- Péter Jézus nevében gyógyítja meg a sántát Apcsel 3:6